# Lillesand Station
Lillesand Station (Lillesand stasjon) var en jernbanestation på Lillesand–Flaksvandbanen, der lå i byen Lillesand i Norge. Stationen var udgangspunkt for banen til Flaksvatn.
Stationen åbnede sammen med banen 4. juni 1896. Den primære årsag til anlæggelsen af banen var transport af tømmer fra Tovdalsvassdraget og ud til kysten, men der var også en vis persontrafik og transport af tørv fra fra Tveide, post og andet gods. Banen blev nedlagt 1. juli 1953 med sidste driftsdag 15. juni 1953.
Etableringen af stationsområdet i 1890'erne var omfattende. Der blev bygget et havneanlæg, hvor der før kun havde været sten, grus og sand. Desuden fik stationen remise, kulgård, drejeskive og en række spor. Stationsbygningen blev opført i schweizerstil. Den er i dag den eneste rest af stationen, der står tilbage. Den fungerer som ungdomshus under navnet Huset. Dele af remisen er opmagasineret hos Setesdalsbanen.